# Ōnakatomi no Yoshinobu
En aquest nom japonès, el cognom és Ōnakatomi.
Ōnakatomi no Yoshinobu (大中臣能宣, 921 - 991), també conegut com Ōnakatomi no Yoshinobu Ason (大中臣能宣朝臣), fou un poeta waka i noble japonés de mitjan període Heian. La famosa poeta Ise era neboda seua. Fou membre dels trenta-sis poetes immortals i un poema seu és en la famosa antologia Hyakunin Isshu, tot i que n'està qüestionada l'autoria.

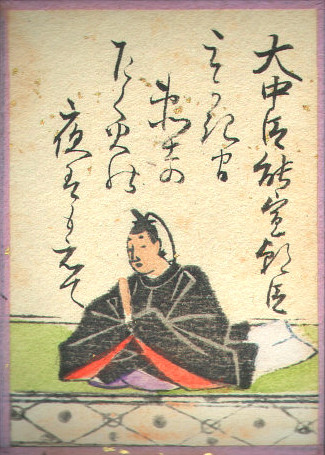
Ōnakatomi no Yoshinobu, de lOgura Hyakunin Isshu

Com un dels cinc de la Cambra de la pera (梨壺の五人), Yoshinobu assistí a la recopilació del Gosen Wakashû. També treballà en l'antologia del kundoku (訓読), lectures de textos del Man'yōshū.
Els poemes d'Ōnakatomi no Yoshinobu estan inclosos en algunes antologies de poesia oficials, com el Shûi Wakashû. També té una col·lecció personal coneguda com a Yoshinobushū (能宣集).